# Tabletom
Tabletom es un grupo musical procedente de Málaga (Andalucía, España), que fusiona y combina géneros tan dispares como el jazz, el rock, el reggae, el blues o el flamenco.

## Historia
Tabletom se formó en el año 1976, a partir de una comuna anarco-hippie en los campos de Málaga, en la que militaron Roberto González (vocalista del grupo y conocido también como "Rockberto"), Jesús Ortiz (bajo y violín); Javier Denis (oboe y saxos); los hermanos Pedro "Perico" (guitarra) y José Manuel "Pepillo" Ramírez (flauta) y el batería y percusionista Paco Oliver (sustituido por Salvador Zurita algo después). 
Su primer disco ("Mezclalina", 1980), producido por Ricardo Pachón, los incorporó al rock andaluz, aunque su estilo 'particular' fuera a la larga tan incompatible con dicha etiqueta que provocó el desahucio por parte de la compañía (RCA), que se negó a promocionarlos ya desde un primer momento y los obligó (contra su voluntad) a convertirse en un grupo maldito prácticamente desde su mismo inicio.
De 1981 a 1985 sobreviven fundando su propia productora (que autoproduce el EP Recuerdos del futuro) y distribuyendo comercialmente incluso casetes (el álbum editado en casete en 1984, Rayya). 
Desde  1981 funcionan como cuarteto (González, Ortíz, Ramírez & Ramírez) por la marcha de Denis y Zurita, y con diversos baterías colaboradores (N. Higueras, D. Belda o Ramón Baena Torres). 
A pesar de la pobre promoción en esas circunstancias, su directo demoledor y su cantante 'carismático', los hace conocidos por la propaganda boca a boca (decía la prensa entonces que el grupo 'no tenía seguidores, sino incondicionales'. Y era verdad, en gran parte). 
En 1985 la banda se disuelve durante algunos años debido a la marcha de su bajista. Los hermanos Ramírez y Roberto González continúan tocando como "Rockberto y los Castigos", en una etapa no satisfactoria en términos musicales para sus miembros.
En 1990 se asiste a la recuperación del grupo, ahora ya convertido en trío (por ausencia definitiva de J. Ortiz Morales, que pasa a la música contemporánea). Rockberto, Perico y Pepillo han sido desde entonces los pilares de un grupo que, si bien entronca con bastantes hilos del grupo original, se desarrolla ya, poco a poco, por otros derroteros más duros, secos, y menos psicodélicos que en la primera formación (considerada por los teóricos una de las apuestas tardías e insólitas del sonido Canterbury en España). 
Como banda, sin embargo, han seguido llevando formaciones bastante amplias a escena, ya que siempre han contado con la colaboración (y la complicidad y simpatía) de muchos músicos. Especialmente malagueños, pero no exclusivamente.
Hoy en día, a pesar del tiempo que llevan en activo, nunca han tenido demasiado éxito comercial reconocido. De hecho, la canción que más derechos de autor les ha generado –"Me estoy quitando", un homenaje a Camarón y todo un himno en Málaga–, creada por ellos e incluida en su disco Inoxidable de 1991, fue conocida fuera del círculo del grupo gracias a que los extremeños Extremoduro la grabaron versionada en su disco Agíla.
En los últimos discos del grupo, gran cantidad de las letras son adaptaciones de poemas del escritor malagueño Juan Miguel González.
Desde principios del 2011, el grupo estaba planteándose, por problemas de salud de Roberto, disolver el grupo y hacer una gira de despedida. Finalmente, dicha gira no llegaría a ver la luz ya que la madrugada del 12 de junio fallece Rockberto en el hospital Clínico Universitario de Málaga, donde había ingresado unas semanas antes debido a unos problemas respiratorios graves. Esto, añadido al deteriorado estado de salud del músico, acabó con su vida.
Tras la muerte de Roberto González, Perico y Pepillo consideran seguir tocando bajo el nombre de su otra formación, "Los Ramírez Brothers". Finalmente deciden continuar como Tabletom. El éxito de público del concierto homenaje a "Rockberto" celebrado el 1 de octubre de 2011, sumado al hecho de que ya existiera un grupo con el mismo nombre, son algunos de los factores que influyen en esta decisión. Toni Moreno, del grupo Eskorzo, se suma como cantante tras conocerse en el escenario durante el concierto homenaje a Roberto González.
El grupo sufre un punto muerto con futuro incierto en el que Pepillo, Perico y su hermana Carmen, actúan esporádicamente como los 'Trío Ramírez', interpretando un ecléctico repertorio musical más clásico y lírico. Tras varios conciertos con Toni Moreno como cantante, anuncian la presentación de su próximo trabajo "Cantes de Ida y vuelta" en abril de 2014. Dicho trabajo consistirá en un DVD del concierto homenaje a Roberto González y algunos temas con Toni Moreno como nuevo cantante y a Zenet como artista invitado.
En 2015 la banda toma un nuevo impulso con una renovada formación. Se incorpora como nuevo vocalista Salva Marina (Banda Frutería Toñi), el baterista suizo Nicolas A. Huguenin (Lito Blues Band, Icarus Crash, Petiswing, Anachronic), Jorge Blanco (Lito Blues Band) al bajo y Manuel Nocete a los teclados (que se incorporó al grupo en 2014).
Tras un año de conciertos con las nuevas incorporaciones, en abril de 2016 la banda publica un nuevo álbum: "Luna de Mayo", primer disco tras la muerte en 2011 de Rockberto.
Desde mediados de 2019 hay un nuevo cambio y se incorpora a la banda un nuevo batería J.Antonio Parra (“Parra”)...

## Discografía
- Mezclalina (1980)
- Rayya (1983)
- Recuerdos del futuro (1985) (Ep)
- Inoxidable (1992)
- Vivitos... y coleando (directo, 1996)
- La parte chunga (1998)
- 7.000 kilos (2002)
- Sigamos en las nubes (2008)
- Cantes de ida y vuelta (directo, 2014)
- Luna de Mayo (2016)
- Clara (2025)

## Miembros
- Roberto González (Rockberto) - voz († 12 de junio de 2011)
- Pedro Ramírez (Perico) - guitarras
- José Ramírez (Pepillo) - saxos y flauta
- Jorge Blanco Montes - bajo
- Manuel Nocete - teclados
- Carlos Campos Palomo - Batería
- Salva Marina - voz